# Frances Densmore
Frances Densmore (Red Wing (Minnesota), 21 maggio 1867 – 5 giugno 1957) è stata un'etnografa ed etnomusicologa statunitense.
Nata a Red Wing, nel Minnesota, fu una studiosa affermata della cultura e della musica dei nativi americani.

## Biografia

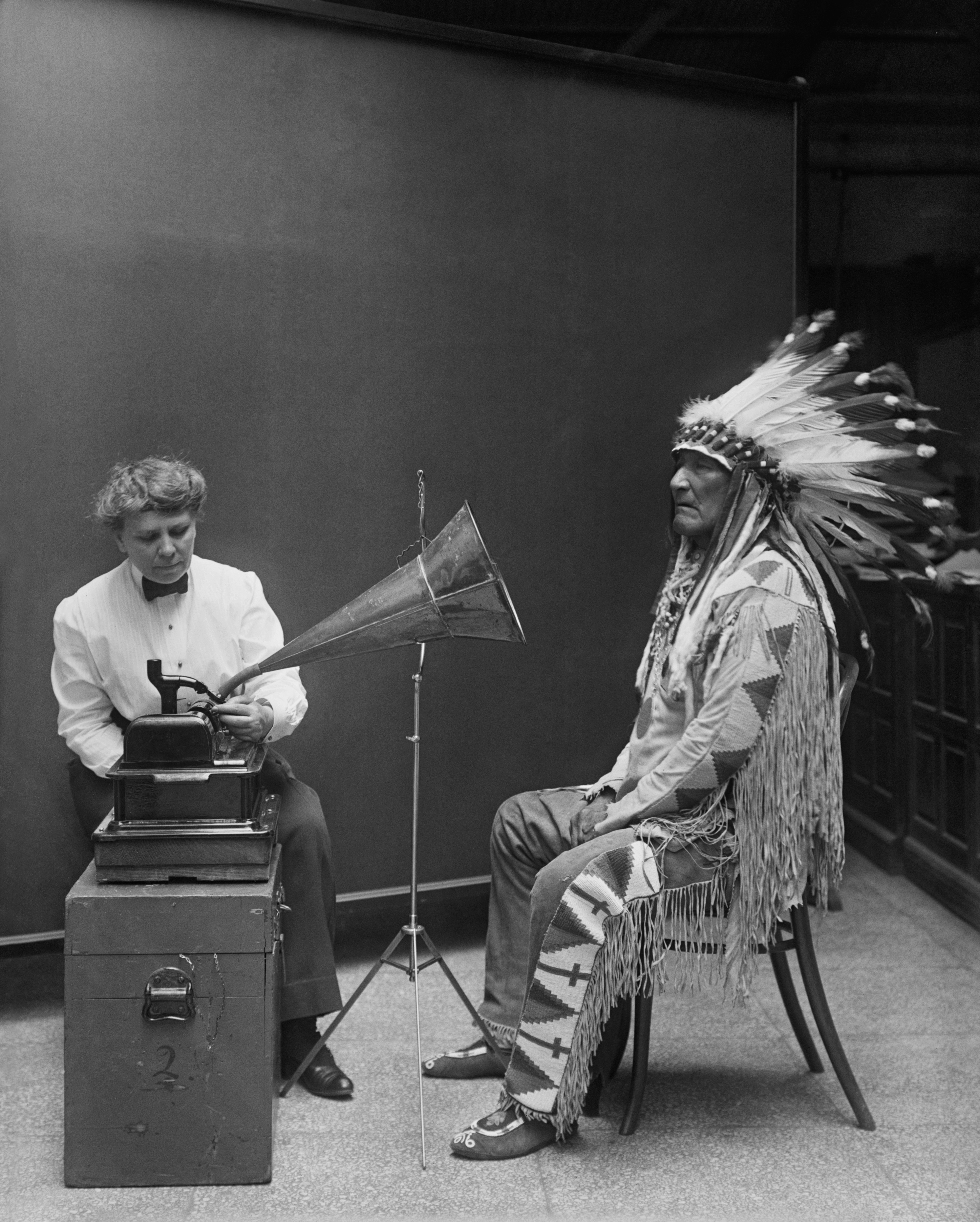

Durante la sua infanzia Densmore sviluppò una forte passione per la musica ascoltando i vicini indiani Dakota. Durante la prima metà del XX secolo, lavorò come maestra di musica con i nativi americani per tutta la nazione, continuando i suoi studi in merito registrando e trascrivendo la loro musica e documentando gli usi della loro cultura. Contribuì a preservare la cultura delle genti autoctone in un periodo in cui i bianchi colonizzatori incoraggiavano i nativi ad adottare gli usi e i costumi propri dell'Occidente.
Densmore iniziò a registrare musica ufficialmente per il Smithsonian Institution's Bureau of American Ethnology (BAE) nel 1907.  Molte delle registrazioni che da lei furono effettuate si trovano ora presso la Biblioteca del Congresso.
Ha lavorato con molte tribù, fra le quali i Chippewa, Mandan, Hidatsa, Sioux, i nordici Pawnee di Oklahoma, i Papago dell'Arizona, Indiani d'America, Winnebago e Menominee del Wisconsin, Pueblo Indians, Seminole, e anche gli Indiani Tule di Panama.
Gli articoli e le ricerche di Densmore furono spesso pubblicate sul giornale American Anthropologist, che ebbe un ruolo fondamentale per la sua carriera.
Ha scritto The Indians and Their Music nel 1926.
Ha anche fatto parte del "A Ventriloquy of Anthros" nel American Indian Quarterly insieme a James Owen Dorsey e Eugene Buechel.